# Taraxacum aestivum
Taraxacum aestivum — вид квіткових рослин з родини айстрових (Asteraceae). Вид зростає в Європі: Австрія, Франція, Італія, Польща, Швейцарія; це багаторічна рослина помірних біомів.
2n = 32.